# The Major and the Minor
The Major and the Minor is een Amerikaanse filmkomedie uit 1942 onder regie van Billy Wilder. Het scenario is gebaseerd op het toneelstuk Connie Goes Home van de Amerikaanse auteur Edward Childs Carpenter.

## Verhaal
Na een jaar in New York heeft Susan Applegate schoon genoeg van de grote stad. Ze besluit terug te keren naar haar thuisstadje in Iowa. Voor haar terugreis heeft ze 27,5 dollar opzij gelegd, maar ze heeft daarbij geen rekening gehouden met de inflatie. Ze kan met het geld alleen een treinkaartje kopen voor een minderjarige. Ze verkleedt zich dus als een 12-jarige. De conducteurs voelen al vlug dat er iets niet pluis is. Susan verschuilt zich dan maar in het compartiment van majoor Kirby. Door de aanwezigheid van Kirby's verloofde en haar zus wordt de situatie er alleen maar ingewikkelder op.

## Rolverdeling
| Acteur          | Personage         |
| --------------- | ----------------- |
| Ginger Rogers   | Susan Applegate   |
| Ray Milland     | Majoor Kirby      |
| Rita Johnson    | Pamela Hill       |
| Robert Benchley | Mijnheer Osborne  |
| Diana Lynn      | Lucy Hill         |
| Edward Fielding | Kolonel Hill      |
| Frankie Thomas  | Cadet Osborne     |
| Raymond Roe     | Cadet Wigton      |
| Charles Smith   | Cadet Korner      |
| Larry Nunn      | Cadet Babcock     |
| Billy Dawson    | Cadet Miller      |
| Lela E. Rogers  | Mevrouw Applegate |
| Aldrich Bowker  | Dominee Doyle     |
| Boyd Erwin      | Majoor Griscom    |
| Byron Shores    | Kapitein Durand   |